# Горицы (Нижегородская область)
Горицы — деревня в составе городского округа Навашинский Нижегородской области России.

## География
Деревня располагается на правом берегу реки Тёши в 21 км на северо-восток от города Навашино.

## История
Первое упоминание о деревне Горицы значится в окладных книгах 1676 года в составе Горицкого прихода, в ней имелось 15 дворов крестьянских и 5 бобыльских. Сам Горицкий погост с церковью во имя Святого Николая Чудотворца, располагался на противоположном берегу реки Тёши и был известен по писцовым книгам 1629-30 годов.
В отличие от Горицкого погоста деревня Горицы в конце XIX — начале XX века входила в состав Пустынской волости Горбатовского уезда Нижегородской губернии.
С 1929 года деревня была центром Горицкого сельсовета, сначала Кулебакского района Горьковского края (с 5 декабря 1936 года — Горьковской области), затем, с 1944 года, Мордовщиковского района, с 1954 года в составе Сонинского сельсовета Мордовщиковского района (с 1960 года — Навашинский район, с 16 мая 1992 года — Нижегородской области). В 2004 году Сонинский сельсовет наделён статусом — сельское поселение. В 2009 году сельское поселение Сонинский сельсовет было упразднено, а все его населённые пункты вошли в состав сельского поселения Большеокуловский сельсовет. В мае 2015 года сельское поселение «Большеокуловский сельсовет» было упразднено, а Горицы вошли в состав городского округа Навашинский.

## Население
| 2002 | 2010 |
| ---- | ---- |
| 240  | ↘123 |